# Circle Line
|  | Per a altres significats, vegeu «Circle Line (Singapur)». |

Circle Line (antigament Inner Circle de MR) és una línia de ferrocarril de trànsit ràpid del Metro de Londres (en anglès London Underground), que apareix al mapa (the Tub map) de color groc. Com el seu nom indica és una línia circular i algunes de les estacions per les que passa són l'estació de Victoria i King's Cross St. Pancras. El traçat de la línia és soterrat de baixa profunditat.
Les infraestructures de la línia fa anys que existeixen però no es va inaugurar fins al 1949, quan es va separar de les línies originals: la Metropolitan Line i la District Line. Es pot considerar una línia ‘virtual', ja que comparteix tota l'estona el seu recorregut amb les línies abans esmentades, però hi ha dos trams en què la línia discorre sola: des de High Street Kensington i Gloucester Road, i entre Tower Hill i Aldgate.
La línia té correspondències directes. Per exemple, hi ha estacions que la National Rail de la Gran Bretanya està junt a l'estació. Però no totes tenen un enllaç tan directe com és el cas de:
- Charing Cross – A la Bakerloo i a la Northern. Embankment està dibuixat als plànols que la connexió amb el National Rail està a passes de distància.
- Euston – a la Victoria i Northern. Euston Square està dibuixat als plànols que la connexió amb l'estació de Euston està a passes de distància.
- Fenchurch Street - Fenchurch Street no té una estació de metro, però Tower Hill està molt a prop.
- London Bridge – a la Northern i Jubilee. està dibuixat als plànols que la connexió amb el National Rail està a passes de distància.
- Marylebone – a la Bakerloo. Marylebone està situada entre Edgware Road i Baker Street la Circle Line.

Com el nom indica, la línia és un cercle, és a dir, que és un circuit continu. Un complet viatge per aquesta línia es trigaria 45 minuts, però els horaris diuen que s'ha de parar 2 minuts a High Street Kensington i Aldgate, ampliant el temps del recorregut en 4 minuts. Això permet que s'operi amb 7 trens en cada direcció amb un interval d'espera de 7 minuts. Hi ha rutes més ràpides quan anem de sud al nord o al revés. De les 27 estacions que té, les següents estan parcialment sota terra o a pocs metres del carrer: Edgware Road, Farringdon, Barbican, Aldgate, Sloane Square, South Kensington, High Street Kensington, Notting Hill Gate i Paddington.

## Història
La ruta que ara es coneix com a Circle Line va ser autoritzada quan ‘The Act of Parliament' el 1853 i 1854 promovia el Metropolitan Railway (MR) i el Metropolitan District Railway (MDR) per a construir el primer metropolità subterrani al centre de Londres entre les estacions de Farringdon and Paddington per després ser ampliades.
Però hi va haver dificultats financeres a la secció que travessava la City de Londres, com també per les dues companyies que endarrerien la finalització del cercle viari fins al 6 d'octubre de 1884, encara que es coneixia com a ‘Inner Circle' des del 1870.
Els trens a la ruta eren moguts per locomotores de vapor, però l'electrificació va començar el 1900 com una prova. Un malentès entre les dues companyies sobre l'electrificació va endarrerir la prova, però finalment es va introduir el 1905.
Els trens a la ruta eren moguts per locomotores de vapor, però l'electrificació va començar el 1900 com una prova. Un malentès entre les dues companyies sobre l'electrificació va endarrerir la prova, però finalment es va introduir el 1905.

### Altres rutes en cercle
L'èxit de la Circle Line (en aquells temps eren moltes línies juntes, no hi havia una que fes tot el cercle) va portar l'execució de tres rues en cercle més, però cap d'elles feia un complet cercle:
- Middle Circle: Aldgate a Mansion House via Addison Road (ara Kensington Olympia)
- Outer Circle: Broad Street a Mansion House via Willesden Junction
- Super Outer Circle: St. Pancras a Earl's Court via Cricklewood i South Acton

Aquestes rutes fallaren, perquè no hi havia els passatgers esperats. El cercle exterior només va durar 2 anys, però les altres dues duarren més però al final també van caure. Però avui en dia hi ha parts del cercle exterior que formen part del London Overground a la North London Line. Hi ha plans per fer una nova línia en cercle més gran sota el nom d'Orbirail.

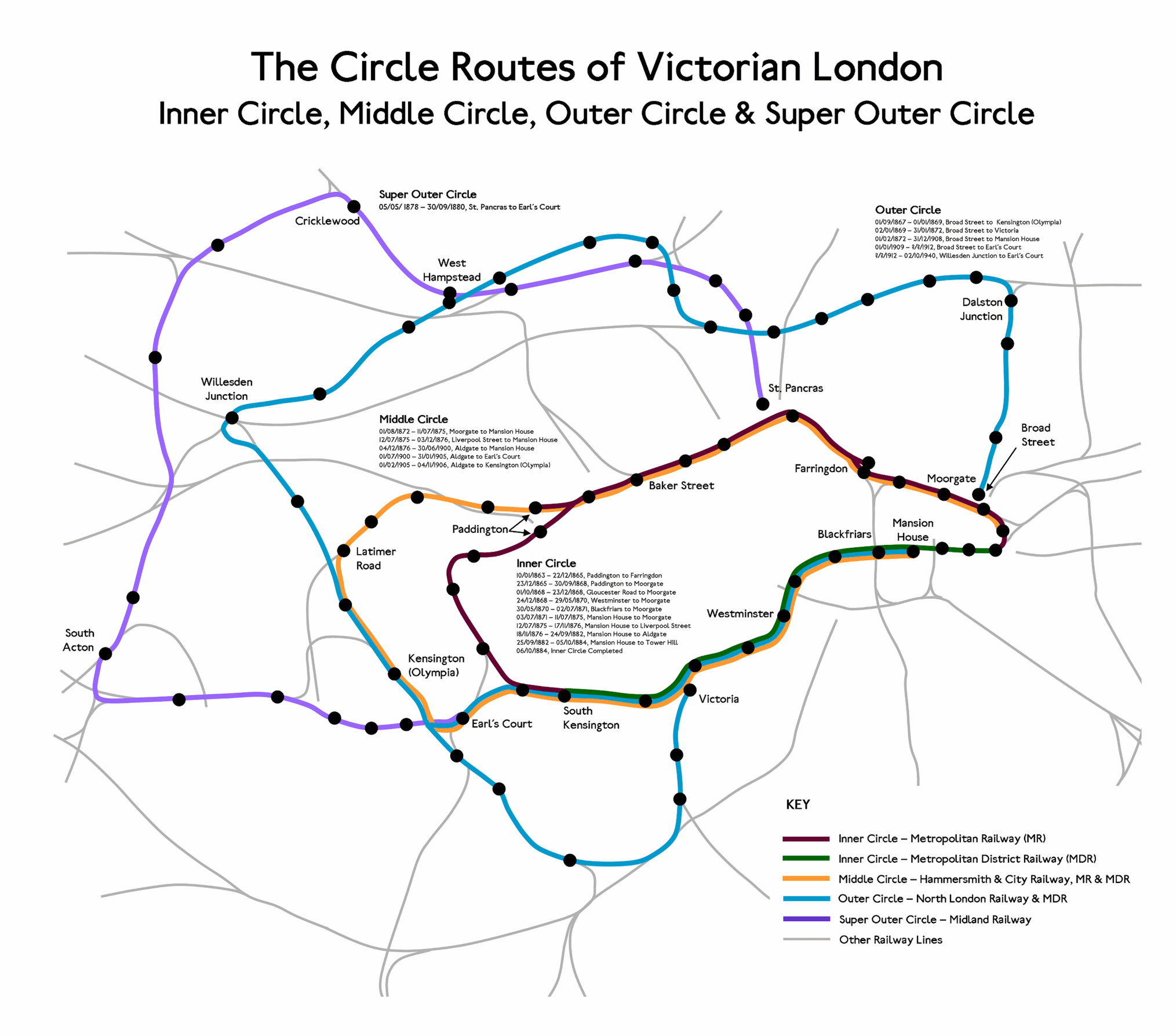

## Combois
Tots els trens de la línia són els Circle line trains i tenen els colors tradicional: vermell, blau i blanc. Són els més grans de tota la xarxa. Són els C stock, introduïts el 1969-70, i està previst que es reemplacin pel S Stock el 2012.
‘'Mira Combois del Metro de Londres

## Garatges
El principal garatge és a Hammersmith, però també hi ha a Barking i a Farringdon.

## Futur de la Línia
La Circle Line podria deixar d'existir el 2011 i fusionada amb la Hammersith & City Line per a formar una ruta en espiral. La nova ruta aniria des de Hammersmith fins a Paddington donant la volta de la Circle line fins a Edgware Road.
Però per què?
Doncs perquè les rutes orbitals tenen un problema d'organització de temps, d'horaris. Els trens de la línia estan constantment en òrbita, llavors si hi ha un petit endarreriment no ho pot recuperar. Un endarreriment pot tindre un efecte domino en tota la línia, i això podria reduir la freqüència de pas. La ruta espiral solucionaria el problema.

## Estacions

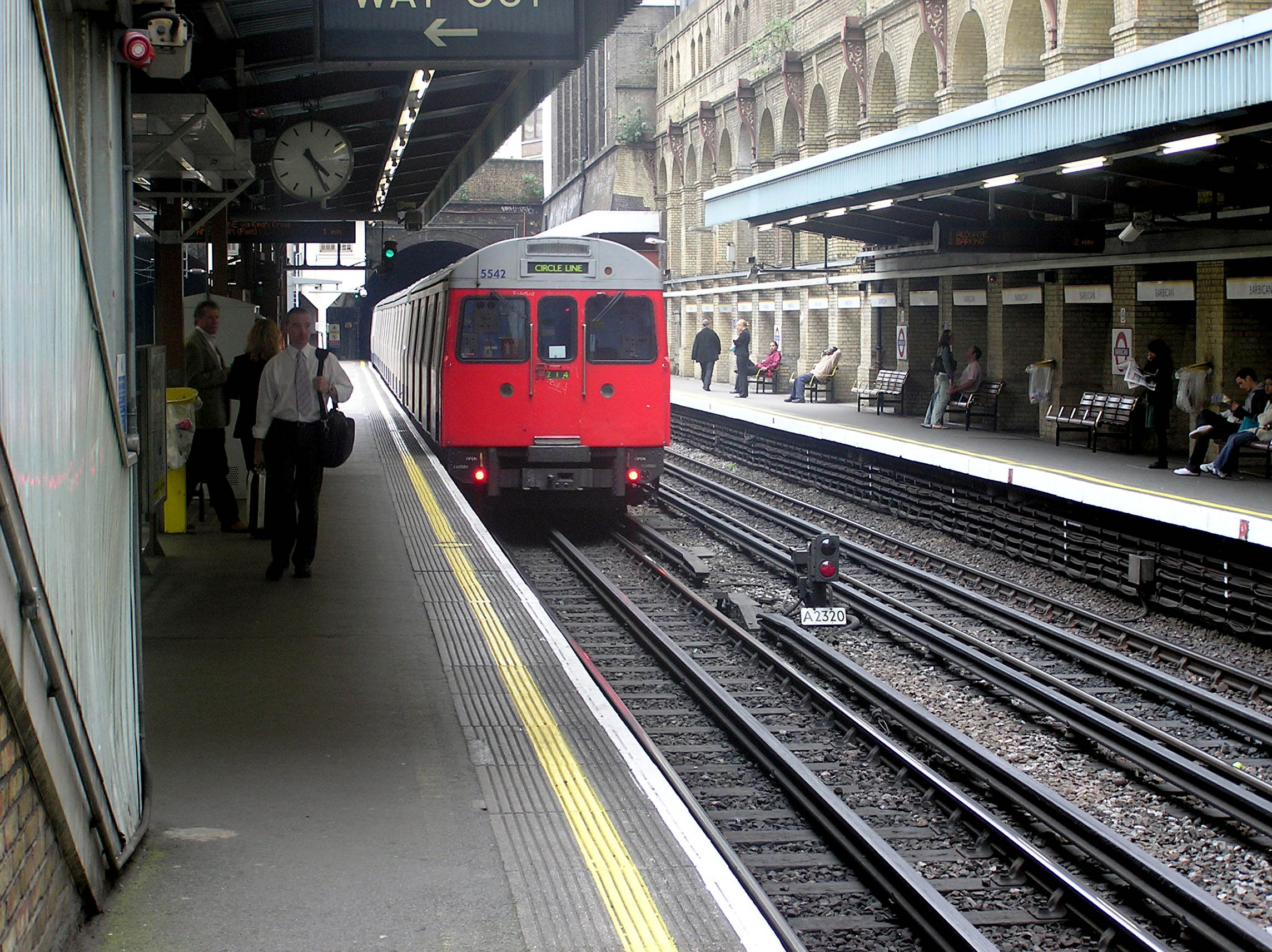
Estació de Barbican

en ordre, en sentit de les agulles del rellotge des de Paddington
- Paddington, per Great Western Main Line
- Edgware Road
- Baker Street
- Great Portland Street
- Euston Square, per Euston station i West Coast Main Line
- King's Cross St Pancras per St. Pancras International (Eurostar, Midland Main Line, High Speed 1) i King's Cross (East Coast Main Line)
- Farringdon
- Barbican
- Moorgate
- Liverpool Street per Great Eastern Main Line
- Aldgate
- Tower Hill
- Monument
- Cannon Street
- Mansion House
- Blackfriars
- Temple
- Embankment
- Westminster
- St. James's Park
- Victoria per Chatham Main Line and Brighton Main Line
- Sloane Square
- South Kensington
- Gloucester Road
- High Street Kensington
- Notting Hill Gate
- Bayswater

## Galeria

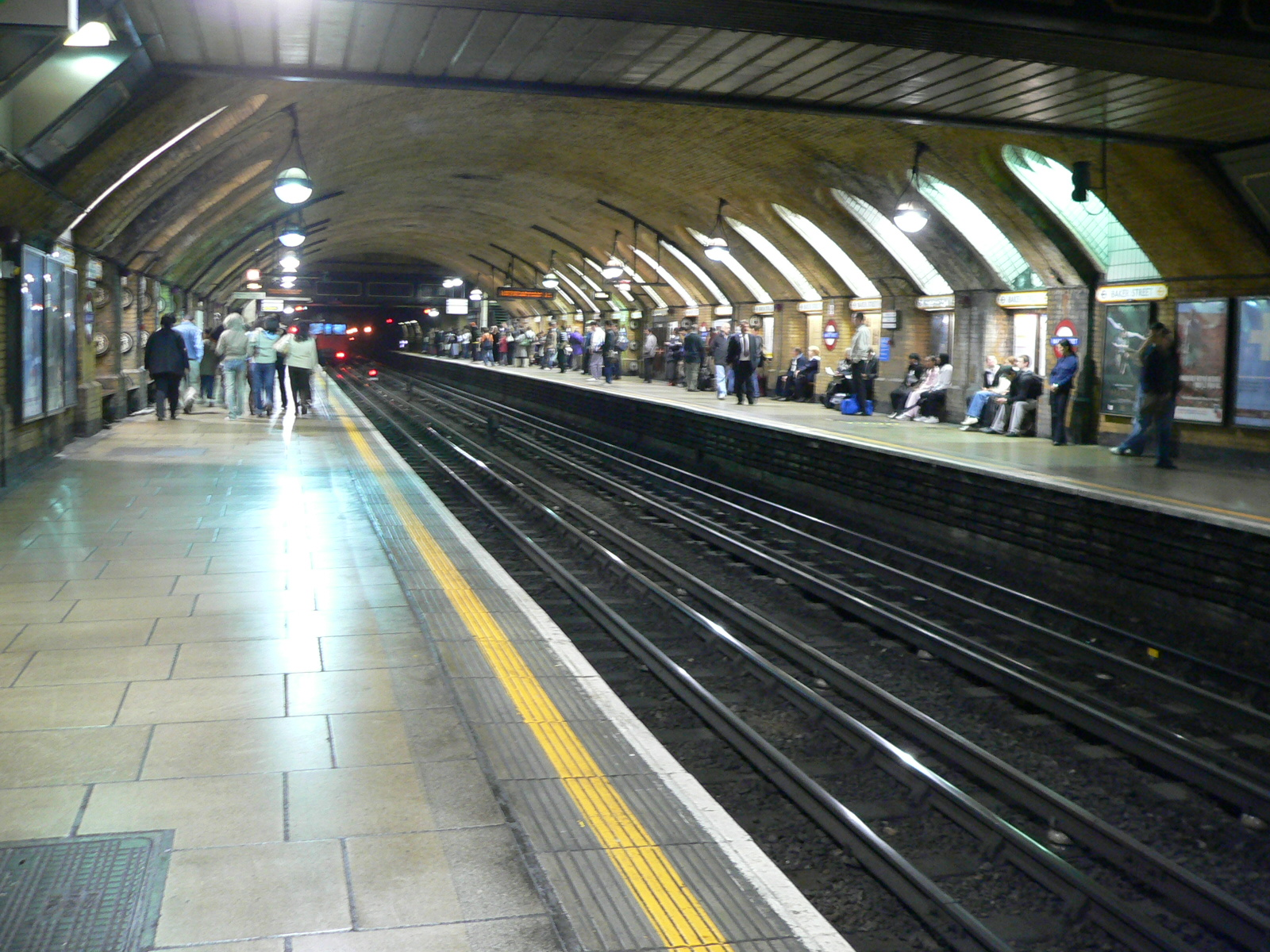
Estació de Baker Street
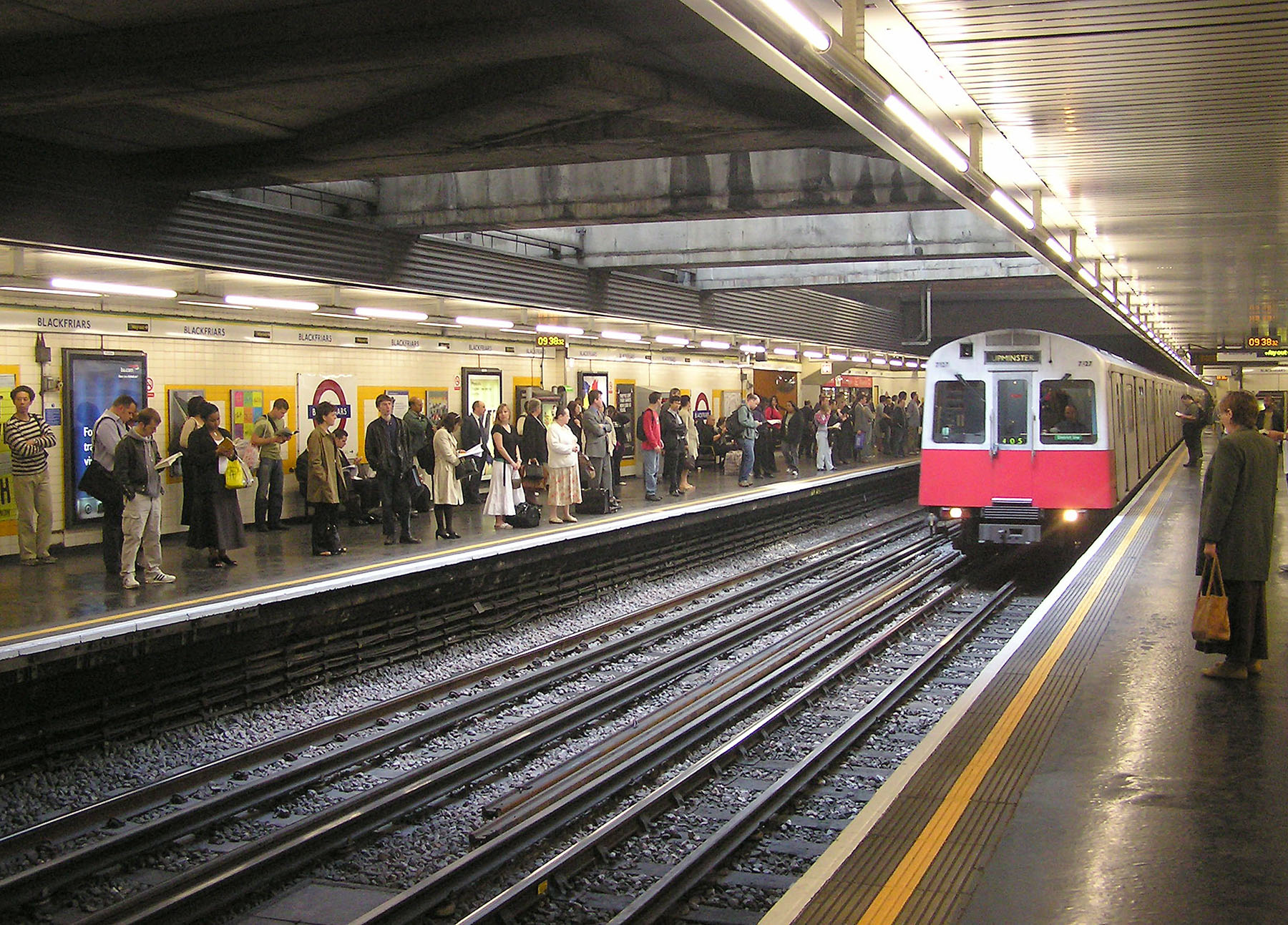
Estació de Blackfriars